# Kanton Aramon

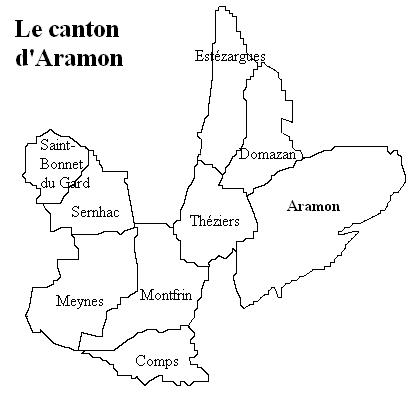
Die Gemeinden im Kanton

Der französische Kanton Aramon war ein Wahlkreis im Département Gard und gehörte zum Arrondissement Nîmes. Er hatte den Hauptort Aramon und wurde 2015 im Rahmen einer landesweiten Neugliederung der Kantone aufgelöst.

## Gemeinden
Der Kanton umfasste die Wahlberechtigten aus neun Gemeinden:
- Aramon
- Comps
- Domazan
- Estézargues
- Meynes
- Montfrin
- Saint-Bonnet-du-Gard
- Sernhac
- Théziers